# Асмир Авдукић
Асмир Авдукић (Бреза, 13. мај 1981) је бивши босанскохерцеговачки фудбалски голман и некадашњи сениорски репрезентативац Босне и Херцеговине.

## Клупска каријера
Авдукић је фудбалом почео да се бави 1988. године у Рудару из Брезе. Први професионални уговор је потписао са Челиком из Зенице, бранио је затим у Хрватској за прволигаша Камен Инград, па се вратио у БиХ, где је стајао на голу Травника, тузланске Слободе, бијељинског Радника и приједорског Рудара.
У јуну 2010. је потписао за бањалучки Борац. Са Борцем је освојио титулу првака БиХ у сезони 2010/11. У фебруару 2012. је отишао на позајмицу у ирански Персеполис, али се у јуну исте године вратио у Борац. Носио је и капитенску траку у Борцу, а у јуну 2015. је након пет година напустио бањалучки клуб и прешао у бијељински Радник. Са екипом Радника је освојио Куп Босне и Херцеговине. Након једногодишњег боравка у Раднику, у мају 2016. се вратио у Борац. Играч Борца је био до јануара 2018, када је договорио споразумни раскид сарадње са клубом, а касније тог месеца је прешао у градског ривала Жељезничар. Са екипом Жељезничара је наступао у Првој лиги Републике Српске.

## Репрезентација
За репрезентацију БиХ је дебитовао 28. априла 2004. у мечу против Финске а на свој сљедећи меч за селекцију Босне и Херцеговине чекао је до 17. новембра 2010. и меча против Словачке. За сениорски тим БиХ је одиграо укупно три утакмице, а био је и учесник Светског првенства 2014. у Бразилу, као једини играч из Премијер лиге БиХ.

## Успеси

### Борац Бања Лука
- Премијер лига Босне и Херцеговине (1): 2010/11.
- Куп Републике Српске (1): 2010/11.

### Радник Бијељина
- Куп Босне и Херцеговине (1): 2015/16.
- Куп Републике Српске (1): 2015/16.